# 인평초등학교 (경북)
인평초등학교는 대한민국 경상북도 칠곡군에 있는 초등학교다.

## 학교 연혁
- 1997. 09. 01 인평초등학교 개교(13학급 편성, 389명)
- 1997. 09. 01 초대 노일경 교장 취임
- 1998. 03. 01 도지정('97∼'98) 열린교육 시범학교보고회
- 2000. 03. 01 도지정(‘99~’00)‘테마 토론’ 시범학교보고회
- 2001. 12. 31 교육정보화 우수교(칠곡교육청교육장)
- 2003. 03. 01 군지정 자율장학 시범학교
- 2003. 12. 01 정보화 우수교(경상북도교육청 우수)
- 2004. 12. 31 교육 과정 우수교(경상북도교육감)
- 2005. 03. 01 도지정('04∼'05)ICT활용교육시범학교보고회
- 2006. 11. 30 교육정보화 우수교(경상북도교육감)
- 2006. 12. 27 ICT활용연구대회(전국3등급)
- 2006. 12. 28 독서콘테스트 우수교(경상북도교육감)
- 2007. 01. 24 교육활동 실적 우수교(칠곡교육청교육장)
- 2007. 02. 01 교육 과정 우수교(경상북도교육감)
- 2007. 03. 16 어학실 이전 설치
- 2007. 06. 19 보육교실(장미공부방) 오픈
- 2007. 10. 09 도지정('06∼'07) 이러닝 시범학교보고회
- 2007. 12. 05 교육정보화성공사례 최우수교(경상북도교육감)
- 2007. 12. 17 교육정보화연구대회(학교경영분과전국2등급)
- 2007. 12. 24 교육 과정 우수교(경상북도교육감)
- 2008. 03. 01 특수학급 신설(학습 도움실)
- 2008. 08. 20 다목적교실 준공
- 2008. 10. 01 교실 3실 증축 준공
- 2008. 12. 24 학교평가 최우수교(교육과학기술부)
- 2009. 10. 16 도지정('09) 방과후학교 시범학교 보고회
- 2010. 03. 01 37학급 편성(1,023명)
- 2010. 08. 30 인평다목적교실을 누리관으로 개명
- 2010. 10. 20 도지정 다문화교육 정책연구학교 운영보고회
- 2011. 03. 01 유치원 1학급 신설(24명)
- 2011. 05. 16 인평 어울림한마당 체육대회
- 2012. 10. 18 운동장 그늘막 준공식 및 도서관 현대화 사업
- 2013. 02. 01 보건실 현대화 사업 및 방송실 첨단 디지털화
- 2013. 03. 01 제10대 정군석 교장 부임
- 2013. 08. 22 교실 도색공사 및 교실 창문틀 하부 막음 공사
- 2014. 02. 16 제17회 졸업식(총졸업생 2,042명)
- 2014. 03. 01 33학급(특수1) 편성(772명)
- 2015. 02. 13 제18회 졸업식